# Ryu Kum-chel
류금철
Œuvres principales
Première œuvre : Ares (manhwa)
Autres ouvrages :
Dans ce nom coréen, le nom de famille, Ryu, précède le nom personnel.
Ryu Kum-chel (en coréen : 류금철) est un manhwaga né en Corée du Sud. Il est spécialisé dans l'écriture de manhwas de type sonyun, c'est-à-dire pour jeunes adolescents.

## Œuvres
- 2001-2007 : Ares (떠돌이 용병 아레스), 26 volumes (BB Comics)
- 2007-2010 : Nephilim (네피림존),8 volumes (Daiwon C.I.)
- 2009-2011 : Muryeong (무령), 5 volumes (Daiwon C.I.)